# Parlatoria multipora
Parlatoria multipora är en insektsart som beskrevs av Mckenzie 1945. Parlatoria multipora ingår i släktet Parlatoria och familjen pansarsköldlöss. Inga underarter finns listade i Catalogue of Life.